# Camilo Alves Gisler
Camilo Alves Gisler (Santana do Livramento, 28 de setembro de 1919 — 18 de agosto de 1961) foi um político brasileiro.
Filho de Gastão Castro Gisler e Mimosa Alves, estudou contabilidade em Porto Alegre.
Foi eleito, em 3 de outubro de 1954, deputado estadual, pelo PTB, para a 39ª Legislatura da Assembleia Legislativa do Rio Grande do Sul, de 1955 a 1959.
Morreu assassinado, em 18 de agosto de 1961.